# Verisign
Verisign Inc. (NASDAQ: VRSN

) er en amerikansk it-virksomhed indenfor registrering af domænenavne, som er baseret i Reston, Virginia. De driver 2 af internettets 13 servere til domænenavne, hvilket inkluderer .com, .net, .name og .cc. Desuden domænerne .jobs og .edu.
Verisign blev etableret i 1995 som et spin-off fra det amerikanske it-sikkerhedsfirma RSA Security.